# 2005年カタール・エクソンモービル・オープン
2005年カタール・エクソンモービル・オープン (2005 Qatar ExxonMobil Open)は、2005年1月3日から1月10日にかけてカタール・ドーハのハリファ国際テニス競技場 にて開催されたATPツアーインターナショナル・シリーズ大会である。

## 優勝

### シングルス
ロジャー・フェデラー def.  イワン・リュビチッチ, 6-3, 6-1
- フェデラーがシーズン1度目、ツアー通算23度目のシングルスタイトルを獲得した。

### ダブルス
アルベルト・コスタ /  ラファエル・ナダル def.  アンドレイ・パベル /  ミハイル・ユージニー, 6-3, 4-6, 6-3
- コスタにとって初のツアーダブルスタイトル獲得となり、ナダルにとってシーズン1度目、ツアー通算3度目のダブルスタイトルを獲得した。